# Maria da Prússia, Marquesa de Brandemburgo-Bayreuth
Maria da Prússia (em alemão: Marie von Preußen; 23 de janeiro de 1579 - 21 de fevereiro de 1649) foi uma duquesa da Prússia por nascimento e uma marquesa de Brandemburgo-Bayreuth por casamento.

## Vida
Nascida em Königsberg, Maria era a segunda filha do duque Alberto Frederico da Prússia (1553–1618) e da sua esposa, a princesa Maria Leonor de Cleves (1550–1608), filha do duque Guilherme, o rico de Jülich-Cleves-Berg. As princesas cresceram com as irmãs no Castelo de Königsberger.
A 29 de Abril de 1604, casou-se com o marquês Cristiano de Brandemburgo-Bayreuth (1581–1655) no Castelo de Plassenburg.  Uma vez que o seu pai não teve descendentes masculinos, surgiu uma disputa entre a Prússia e Jülich-Cleves-Berg relativamente à compensação de Maria.  Em 1613, Maria adquiriu as mãos de Schreez e Culmbach em Haag (Oberfranken). Utilizou os rendimentos que obtinha das mesmas para aumentar o Castelo de Unternschreez, a residência à qual teria direito em caso de viuvez.  Maria e a sua família da Francónia tiveram de abandonar as suas casas durante a Guerra dos Trinta Anos, e as suas mansões foram destruídas.
Maria morreu em 1649 e foi enterrada na igreja de Bayreuth; tinha sido ela quem tinha oferecido o altar para esta igreja.

## Descendência
1. Isabel Leonor de Brandemburgo-Bayreuth (19 de Outubro de 1606 – 20 de Outubro de 1606), morreu com apenas um dia de vida.
2. Jorge Frederico de Brandemburgo-Bayreuth (nascido e morto a 23 de Março de 1608).
3. Ana Maria de Brandemburgo-Bayreuth (30 de Dezembro de 1609 –  8 de Maio de 1680); casada com o príncipe João António de Eggenberg; com descendência.
4. Inês Sofia de Brandemburgo-Bayreuth (19 de Julho de 1611 – 1 de Dezembro de 1611), morreu aos cinco meses de idade.
5. Madalena Sibila de Brandemburgo-Bayreuth (27 de Outubro de 1612 – 20 de Março de 1687); casada com o príncipe-eleitor João Jorge II da Saxónia; com descendência.
6. Cristiano Ernesto de Brandemburgo-Bayreuth (18 de Novembro de 1613 – 4 de Fevereiro de 1614), morreu aos quatro meses de idade.
7. Erdmann Augusto de Brandemburgo-Bayreuth (8 de Outubro de 1615 – 6 de Fevereiro de 1651), príncipe-herdeiro de Brandemburgo-Bayreuth; casado com a princesa Sofia de Brandemburgo-Ansbach; com descendência.
8. Jorge Alberto de Brandemburgo-Bayreuth (20 de Março de 1619 – 27 de Setembro de 1666), herdou Kulmbach, mas nunca reinou; casou-se primeiro com a princesa Maria Isabel de Schleswig-Holstein-Sonderburg-Glücksburg; com descendência. Casou-se depois com a princesa Sofia Maria de Solms-Baruth-Wildenfels; com descendência.
9. Frederico Guilherme de Brandemburgo-Bayreuth (11 de Maio de 1620 – 12 de Maio de 1620), morreu com apenas um dia de vida.

## Genealogia
| Maria da Prússia | Pai: Alberto Frederico da Prússia | Avô paterno: Alberto da Prússia              | Bisavô paterno: Frederico I de Brandemburgo-Ansbach          |
| Maria da Prússia | Pai: Alberto Frederico da Prússia | Avô paterno: Alberto da Prússia              | Bisavó paterna: Sofia da Polónia                             |
| Maria da Prússia | Pai: Alberto Frederico da Prússia | Avó paterna: Ana Maria de Brunswick-Lüneburg | Bisavô paterno: Érico I de Brunswick-Lüneburg                |
| Maria da Prússia | Pai: Alberto Frederico da Prússia | Avó paterna: Ana Maria de Brunswick-Lüneburg | Bisavó paterna: Isabel de Brandemburgo                       |
| Maria da Prússia | Mãe: Maria Leonor de Cleves       | Avô materno: Guilherme de Jülich-Cleves-Berg | Bisavô materno: João III de Cleves                           |
| Maria da Prússia | Mãe: Maria Leonor de Cleves       | Avô materno: Guilherme de Jülich-Cleves-Berg | Bisavó materna: Maria de Jülich-Berg                         |
| Maria da Prússia | Mãe: Maria Leonor de Cleves       | Avó materna: Maria da Áustria                | Bisavô materno: Fernando I, Sacro Imperador Romano-Germânico |
| Maria da Prússia | Mãe: Maria Leonor de Cleves       | Avó materna: Maria da Áustria                | Bisavó materna: Ana Jagelão                                  |